# Гилл, Хэл
Хэл Гилл (англ. Hal Gill; род. 6 апреля 1975, Конкорд, Массачусетс) — американский хоккеист, защитник.
На драфте НХЛ 1993 года был выбран в 8 раунде под общим 207 номером командой «Бостон Брюинз». 1 июля 2006 года как неограниченно свободный агент подписал контракт с «Торонто Мэйпл Лифс». В июле 2009 года подписал двухлетний контракт с «Монреаль Канадиенс».

## Статистика
```
                                            
                                            --- Regular Season ---  ---- Playoffs ----
Season   Team                        Lge    GP    G    A  Pts  PIM  GP   G   A Pts PIM
--------------------------------------------------------------------------------------
1992-93  Nashoba High School         USHS   20   25   25   50    0  --  --  --  --  --
1993-94  Providence College          NCAA   31    1    2    3   26  --  --  --  --  --
1994-95  Providence College          NCAA   26    1    3    4   22  --  --  --  --  --
1995-96  Providence College          NCAA   39    5   12   17   54  --  --  --  --  --
1996-97  Providence College          NCAA   35    5   16   21   52  --  --  --  --  --
1997-98  Providence Bruins           AHL     4    1    0    1   23  --  --  --  --  --
1997-98  Boston Bruins               NHL    68    2    4    6   47   6   0   0   0   4
1998-99  Boston Bruins               NHL    80    3    7   10   63  12   0   0   0  14
1999-00  Boston Bruins               NHL    81    3    9   12   51  --  --  --  --  --
2000-01  Boston Bruins               NHL    80    1   10   11   71  --  --  --  --  --
2001-02  Boston Bruins               NHL    79    4   18   22   77   6   0   1   1   2
2002-03  Boston Bruins               NHL    76    4   13   17   56   5   0   0   0   4
2003-04  Boston Bruins               NHL    82    2    7    9   99   7   0   1   1   4
2004-05  Lukko Rauma                 FNL    31    2    8   10  110   8   0   0   0  57
2005-06  Boston Bruins               NHL    80    1    9   10  124  --  --  --  --  --
2006-07  Toronto Maple Leafs         NHL    82    6   14   20   91  --  --  --  --  --
2007-08  Toronto Maple Leafs         NHL    63    2   18   20   52  --  --  --  --  --
2007-08  Pittsburgh Penguins         NHL    18    1    3    4   16  20   0   1   1  12
2008-09  Pittsburgh Penguins         NHL    62    2    8   10   53  24   0   2   2   6
2009-10  Montreal Canadiens          NHL    68    2    9   11   68  18   0   1   1  20
2010-11  Montreal Canadiens          NHL    75    2    7    9   43   7   0   0   0   22
2011-12  Montreal Canadiens          NHL    53    1    7    8   29  --  --  --  --  --  
```

```
-------------------------------------------------------------------------------------
         NHL Totals                        994   35  136  171  911  105  0   6   6  68
```